# 落尾麻瘤節蜱
落尾麻瘤節蜱（学名：Aceria pipturi）为節蜱科瘤節蜱屬下的一个种。